# Isztria megye
Isztria megye (horvátul Istarska županija) Nyugat-Horvátországban, az Isztriai-félszigeten helyezkedik el. Székhelye Pazin.

## Történelem
Az Isztriai-félsziget gazdag régészeti lelőhelyekben, a legrégebbiek i. e. 10000 tájáról származnak. A Római Birodalom az i. e. 2. században hódította meg ezt a vidéket. A Római Birodalom bukása után Észak-Itália történetében osztozott. Az újkor kezdetén nyugati és déli része a Velencei Köztársaság, keleti része a Habsburgok birtoka volt. A napóleoni háborúk idején előbb - a Velencei Köztársaság megszűntével - teljes egészében a Habsburgok birtoka lett, majd 1809-től kezdve a francia uralom alatt álló Illír tartományok része volt. Napóleon bukása után a bécsi kongresszus ismét a Habsburgoknak ítélte. A két világháború között az Olasz Királyság birtoka volt, majd a második világháború befejeztével Jugoszlávia része lett. Jelentős őshonos olasz lakossága elmenekült, amikor a területre bevonultak a jugoszláv csapatok.

## Közigazgatás
10 város és 31 község alkotja a megyét. Ezek a következők:
(Zárójelben a horvát név szerepel.)
| Városok: - Buje - Buzet - Labin - Novigrad - Pazin - Poreč - Póla (Pula) - Rovinj - Umag - Vodnjan | Községek: - Bale - Barban - Brtonigla - Cerovlje - Fažana - Funtana - Gračišće - Grožnjan - Kanfanar - Karojba - Kaštelir-Labinci - Labinci - Kršan - Lanišće - Ližnjan - Lupoglav | - Marčana - Medulin - Motovun - Oprtalj - Pićan - Raša - Sveta Nedelja - Sveti Lovreč - Sveti Petar u Šumi - Svetvinčenat - Tar-Vabriga - Tinjan - Višnjan - Vižinada - Vrsar - Žminj |

## Külső hivatkozások
- Hivatalos honlap